# Dicranomyia (Dicranomyia) omissinervis
Dicranomyia (Dicranomyia) omissinervis is een tweevleugelige uit de familie steltmuggen (Limoniidae). De soort komt voor in het Palearctisch gebied.